# Психологизам
Психологизам је теорија у којој се психолошким чиниоцима придаје одлучујући значај у објашњавању друштва.

## Концепт
Крајем 19. века постојале су различите варијанте психологизма. Тада су писци трагали за покретачима који би могли објаснити друштвени живот. Друштвени живот се до тада сматрао резултатом нагона и жеља. Објашњење је међу првима дао Виљем Макдугал који је сматрао да постоје десет основних инстиката који покрећу људе. Овом теоријом је успео да објасни нашу тежњу за сазнањем тј. радозналости. Своје виђење човека дао је Сигмунд Фројд, психоаналитичар дватесетих година двадесетог века. Он је написао књиге о друштву и теорији културе. Фројд је дефинисао човека као нагонско биће које поседује несвесни део - ид, свесни део - его и суперего који представља људске нагоне.
Данас се психологија изучава у оквиру разних друштвених праваца - објашњење друштва, деловање појединаца према другима и околини итд. Психологистичке теорије истичу свест и психу као најбитније своство човека. Међу првима са оваквим ставом био је Џон Стјуарт Мил(1806-1873) који је сматрао да људи у друштву задржавају исте особине као и појединци. Такво тумачење се брзо развијало и створено је више праваца.

### Правци психологизма
Најзначајнији правци психологизма су:
1. Индивидуално-психолошки правац је правац који објашњава друштво као и све појаве, процесе и односе у њему. Такође се бави и законитостима друштва уопште и елементима индивидуалне психе. Габријел Тарде сматрао је да је кључни елемент психе подражавање док Виљем Макдугал додаје томе и инстинкт. Сигмунд Фројд за кључне елементе узима нагоне и то два основна: полни и агресивни нагон. Макс Вебер сматра да се све друштвене појаве могу објаснити њиховим унутрашњим смислом, због чега не треба испитивати узроке појава већ их треба разумети.
2. Колективно-психолошки правац настао је у класичној немачкој филозофији. Посебан значај му је давао Хегел. Најистакнутији представник овог правца је Емил Диркем који сматра да друштво није прост збир чинилаца већ да има своје карактеристике и законитости.
3. Социјално-психолошки правац настаје са тежњом да се превазиђе есктремност претходна два правца. Најистакнутији представник је Џорџ Гурвич. Он друштвене поделе дели на структуралне и аструктуралне. Структуралне појаве су и конкретно апстрактне тј. везане су за велике друштвене групе и изучава их макросоциологија, док су аструктуралне микросоциолошке појаве везане за мале друштвене групе и њих изучава микросоциологија. Ове појаве спадају у сферу хоризонталног плурализма. Поред овога постоји и вертикални плурализам који изучава структуре друштва кроз слојеве из којих се она састоји. Према Гурвичу постоји десет слојева од којих се састоји друштво у вертикалној структури. То су:

- Морфолошка и еколошка површина
- Друштвена организација или органиѕоване надградње
- Друштвени узори
- Колективна понашања која се одвијају са извесном привлачношћу, али ван организационих апарата
- Сплетови друштвених улога
- Колективни ставови
- Друштвени симболи
- Еруптивна новаторска и стваралачка колективна понашања
- Колективне идеје и вредности
- Колективна друштвена стања и колективни психички акти

Бихевиористичка социологија настоји да објасни друштво, друштвене појаве и појединачну психу као резултат друштвеног понашања појединца, које је његова реакција на спољашњу средину.